# Wyższy Instytut Literatury i Sztuki

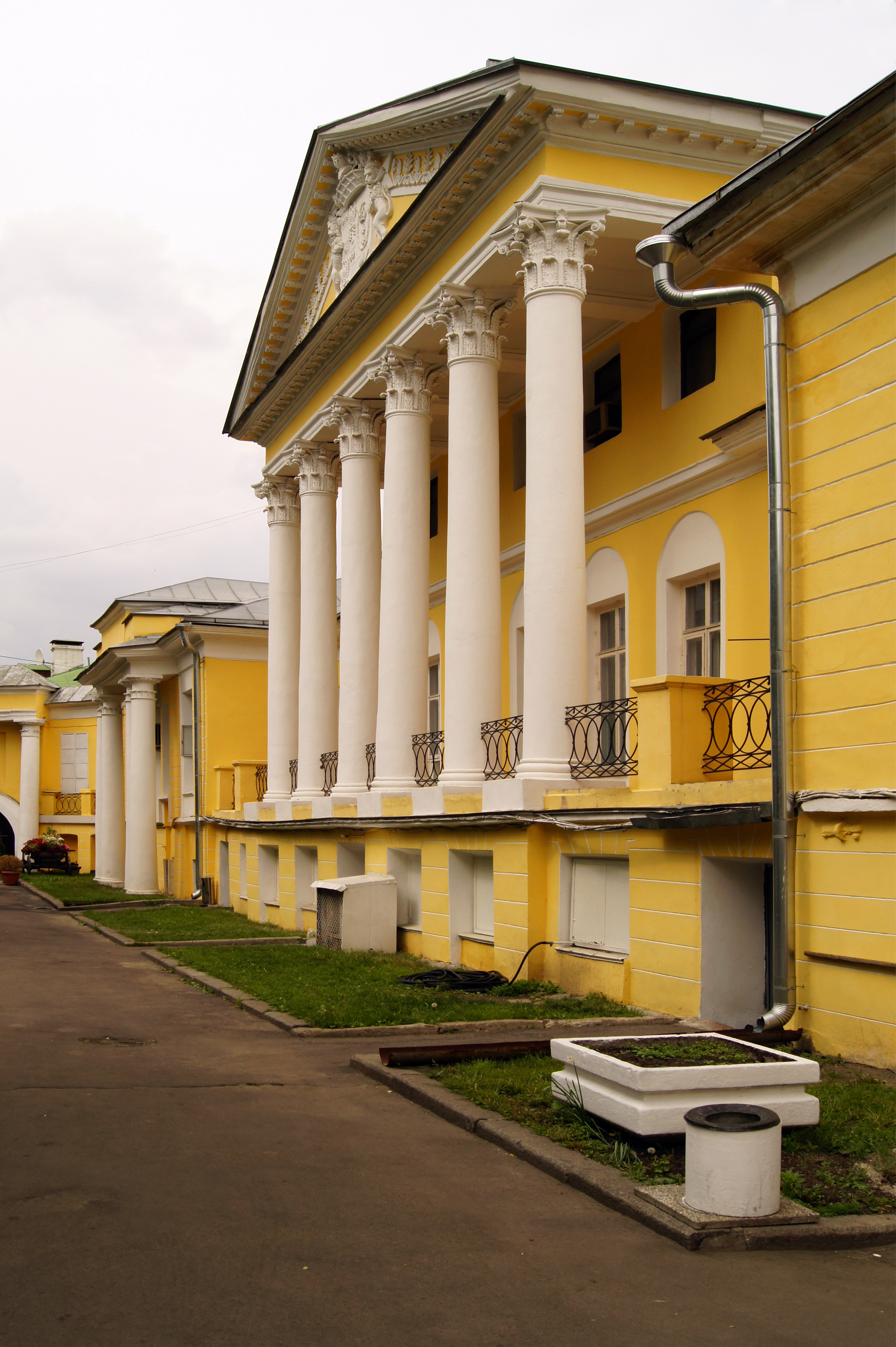
Wyższy Instytut Literatury i Sztuki

Wyższy Instytut Literatury i Sztuki im. W. Briusowa, ros. Высший литературно-художественный институт имени В. Я. Брюсова, potocznie Instytut Briusiłowski (ros. Брюсовский институт) – specjalna radziecka szkoła wyższa w Moskwie w latach 1921 – 1925.
Instytut kształcił pisarzy, poetów, beletrystyków, dramaturgów, krytyków i tłumaczy, nauka trwała 3 lata.